# Távora e Pereiro
Pour les articles homonymes, voir Távora et Pereiro.
Távora e Pereiro est une paroisse civile portugaise (en portugais : freguesia) de la municipalité de Tabuaço dans le district de Viseu. Elle est créée en 2013, par fusion des paroisses de Távora et Pereiro.

## Histoire
La paroisse est créée par la loi no 11-A/2013 du 28 janvier 2013 portant réorganisation administrative du territoire des freguesias, en fusionnant les paroisses de Távora et Pereiro. Son nom officiel est União das Freguesias de Távora e Pereiro et son siège est fixé à Távora.

## Démographie
Lors du recensement de 2021, Távora e Pereiro compte 362 habitants.